# تاولاگا
تاولاگا (به انگلیسی: Taulaga) یک منطقهٔ مسکونی در ایالات متحده آمریکا است که در ساموآی آمریکا واقع شده‌است. تاولاگا ۱۷ نفر جمعیت دارد.